# Franz Hessel
Franz Hessel (Stettino, 21 novembre 1880 – Sanary-sur-Mer, 6 gennaio 1941) è stato uno scrittore e traduttore tedesco.

## Biografia
Di famiglia agiata, figlio di un banchiere ebreo tedesco, non concluse gli studi universitari a Monaco. Dal 1906 al 1914, fino a poco prima della guerra, visse per gran parte del tempo a Parigi. Nella capitale francese si legò alla pittrice tedesca Helen Grund, che sposò nel 1913 (e che divise, in un audace triangolo sentimentale, con l'amico francese Henri-Pierre Roché). Il periodo parigino è rievocato nel suo romanzo Pariser Romanze (uscito a Berlino nel 1920).
Insieme a Walter Benjamin, tradusse in tedesco alcuni volumi di À la recherche du temps perdu di Marcel Proust. Tradusse inoltre opere di Stendhal, Giacomo Casanova e Honoré de Balzac.
Rientrato a Berlino negli anni della Repubblica di Weimar, lavorò per anni come consulente letterario per l'editore Ernst Rowohlt.
Considerato uno dei primi esponenti tedeschi della flânerie "alla francese", pubblicò un libro di itinerari e passeggiate attraverso i quartieri di Berlino, Spazieren in Berlin (1929).
Relativamente tardi, nel 1938, e dopo molte esitazioni, si convinse a lasciare la Germania hitleriana rifugiandosi a Parigi. Nel 1940, con la resa francese alla Wehrmacht e l'occupazione tedesca della Francia, decise di fuggire a sud, stabilendosi a Sanary-sur-Mer, tra Provenza e Costa Azzurra. Nel 1940 fu internato nel Camp des Milles, vicino ad Aix-en-Provence, insieme al figlio primogenito Ulrich, e a numerosi scrittori, artisti e intellettuali mitteleuropei, tra cui Lion Feuchtwanger e Max Ernst. Morì in esilio nel 1941, senza aver più rivisto la Germania, poco tempo prima delle drammatiche deportazioni verso i campi di concentramento nazisti.  
Il secondogenito Stéphane Hessel, che fu attivo nella Résistance, assunse la nazionalità francese, in seguito entrò nel servizio diplomatico e divenne, in tarda età, uno scrittore di successo col sorprendente pamphlet Indignez-vous! (2010).
Franz Hessel ha ispirato il personaggio di Jules nel romanzo Jules e Jim di Henri-Pierre Roché, poi trasposto in film (1962) da François Truffaut (dove il protagonista è interpretato da Oskar Werner, e Helen da Jeanne Moreau).

## Opere
- Verlorene Gespielen. Gedichte, Fischer, Berlin, 1905.
- Laura Wunderl. Münchner Novellen, Fischer, Berlin, 1908.
- Der Kramladen des Glücks. Roman. Rütten & Loening, Frankfurt a. M. 1913; Suhrkamp, Frankfurt am Main, 1983. [romanzo]
- Romanza parigina. Carte di un disperso (Pariser Romanze. Papiere eines Verschollenen, 1920), traduzione di Enrico Arosio, Collana Fabula n.103, Milano, Adelphi, 1997, ISBN 978-88-459-1299-3.
- Gli errori degli amanti (Von den Irrtümern der Liebenden: Eine Nachtwache, Rowohlt, Berlin, 1922; nuova ed., Rogner & Bernhard, München 1969), trad. di Manuela Francescon, Roma, Elliot, 2012, ISBN 978-88-619-2290-7.
- Die Witwe von Ephesos: Dramatisches Gedicht in 2 Szenen, Rowohlt, Berlin, 1925.
- Pasta leggermente colorata (Teigwaren leicht gefärbt), Berlin, 1926; Das Arsenal, Berlin, 1986. [prose brevi]
  - L'arte di andare a passeggio, trad. di Enrico Venturelli, a cura di Eva Banchelli, Elliot Edizioni, Roma, 2011.
- Berlino segreta (Heimliches Berlin. Roman, Rowohlt, Berlin, 1927; Suhrkamp, Frankfurt am Main, 1982), trad. di Eva Banchelli, Roma, Elliot, 2013, ISBN 978-88-619-2348-5. [romanzo]
- Nachfeier. Erzählungen, Rowohlt, Berlin, 1929. [prose brevi]
- Spazieren in Berlin, Verlag Dr. Hans Epstein, Leipzig und Wien, 1929; Verlag für Berlin-Brandenburg, 2011. [prosa]
- Marlene Dietrich. Un ritratto (Marlene Dietrich. Ein Porträt, con 40 fotografie, Kindt + Bucher, Berlin 1931; Das Arsenal, Berlin, 1992), trad. di Alessandra Campo, Roma, Elliot, 2012, ISBN 978-88-619-2312-6.
- Ermunterungen zum Genuß, Rowohlt, Berlin, 1933; Das Arsenal, Berlin, 1987. [prose brevi]
- Zwei Berliner Skizzen, Aldus Druck, Berlin 1933.
- Alter Mann. Romanfragment, Suhrkamp, Frankfurt am Main, 1987. [postumo, frammento di romanzo]
- Schöne Berlinerinnen. Frauenporträts, ebersbach & simon, Berlin, 2015. [antologia postuma]